# カルチナーイア
カルチナーイア（伊: Calcinaia）は、イタリア共和国トスカーナ州ピサ県にある、人口約13,000人の基礎自治体（コムーネ）。

## 地理

### 位置・広がり

#### 隣接コムーネ
- ビエンティナ
- カーシナ
- ポンテデーラ
- サンタ・マリーア・ア・モンテ
- ヴィコピザーノ

### 気候分類・地震分類
カルチナーイアにおけるイタリアの気候分類 (it) および度日は、zona D, 1864 GGである。
また、イタリアの地震リスク階級 (it) では、zona 3 (sismicità bassa) に分類される。

## 姉妹都市
- Vilanova del Camí、スペイン
- Noves、フランス
- Amilly、フランス